# Шовен, Луи
Луи Шовен (род. 13 марта 1881, Сент-Луис — 26 марта 1908, Чикаго) — американский музыкант в стиле рэгтайм

## Биография
Луи Шовен родился 13 марта 1881 года в Сент-Луисе штат Миссури. Его отец был родом из Индии, а мама афро-американка. Он был признан лучшим пианистом в районе Сент-Луиса на рубеже веков. Стал частью рэгтайм сообщества, встретив в баре Rosebud Тома Терпина, вместе с Джо Джорданом и другими.
Умер в Чикаго. В то время считали, что причина смерти «рассеянный склероз, вероятно, сифилитический», и голод из-за комы. Современная диагностика, вероятно, заключила бы, что он был болен нейросифилисом.
Похоронен на Голгофе кладбище в Сент-Луисе, Миссури. Его коллеги считали его очень талантливым исполнителем и композитором.

## Дискография
- The Moon is Shining in the Skies (с Семом Паттерсоном, 1903)
- Babe, It’s Too Long Off (слова Элмера Бовмана, 1906)
- Heliotrope Bouquet (со Скоттом Джоплином, 1907)